# Pasites dimidiata
Pasites dimidiata är en biart som först beskrevs av Raymond Benoist 1950.  Pasites dimidiata ingår i släktet Pasites och familjen långtungebin. Inga underarter finns listade i Catalogue of Life.